# Gailbergsattel
Gailbergovo sedlo (njem. Gailbergsattel) (981 m/nm) je visoki planinski prijevoj u austrijskim Alpama u saveznoj zemlji Koruškoj.
Povezuje Oberdrauburg na sjeveru s Kötschach-Mauthen na jugu. Vodi do Dolomita na jugu.

## Vanjske poveznice
|  | Zajednički poslužitelj ima još gradiva o temi Gailbergsattel |